# Igreja Ortodoxa na América
A Igreja Ortodoxa na América (em inglês:  Orthodox Church in America, abreviado OCA) é uma jurisdição ortodoxa da América do Norte. Originalmente composta por imigrantes russos, hoje abrange outras etnias e ritos litúrgicos (orientais ou ocidentais). Em 1970, recebeu o status de autocefalia da Igreja Ortodoxa Russa, mas nem todas as Igrejas Ortodoxas a reconhecem, estas compreendendo-a como uma jurisdição autônoma do Patriarcado de Moscou.
Desde 1º de julho de 2009, o primaz da Igreja leva o título de “Arcebispo de Washington, Metropolita de Toda a América e Canadá”. Antes disso, desde 2005, o primaz da Igreja Ortodoxa na América detinha o título de "Arcebispo de Washington e Nova York, Metropolita de Toda a América e Canadá".

## História
.A história da Ortodoxia no continente americano começa em 1794 no Alasca, à época ainda parte da América Russa, quando oito monges russos estabelecem lá a primeira Missão, batizando aleutas na Ilha Kodiak. Dois anos depois, a Missão se torna uma sé episcopal, elegendo Josafá Bolotov, bispo de Kodiak. A sé é fechada em 1811, mas é reaberta em 1840, com a nomeação de Ioann (Veniaminov) como bispo de Camecháteca, Curilas e das Ilhas Aleutas. Em 1850, Inocêncio do Alasca é feito arcebispo. Hoje, Inocêncio é proclamado santo, dito "Iluminador dos Aleutas e Apóstolo das Américas".
Em 1867, com a compra do Alasca pelos Estados Unidos, a Missão se torna uma diocese do Alasca e das Ilhas Aleutas em separado. Um ano depois, abre a primeira igreja continental, na Califórnia, e, em 1872, a sede da diocese é movida para San Francisco, e, em 1900, torna-se a diocese das Aleutas e da América do Norte. Em 1905, move-se para Nova Iorque.
Após a Revolução Russa, há uma onda de Igrejas se tornando independentes na América do Norte, como a Igreja Ortodoxa Russa no Exterior, a Igreja Ortodoxa Ucraniana do Canadá e a Arquidiocese Grega da América. A diocese dos Aleutas e da América do Norte, por sua vez, vem a chamar-se Igreja Greco-Católica Russa na América. Em 1970, a Igreja recebe autocefalia do patriarca Aleixo I de Moscou e torna-se a Igreja Ortodoxa na América. Hoje, tal arranjo administrativo somente é reconhecido pela Igreja Ortodoxa Russa, a Búlgara, a Georgiana, a Polonesa e a Tcheca e Eslovaca, mas o restante das jurisdições canônicas a reconhece como canônica e tem seus sacramentos como válidos.

## Estrutura

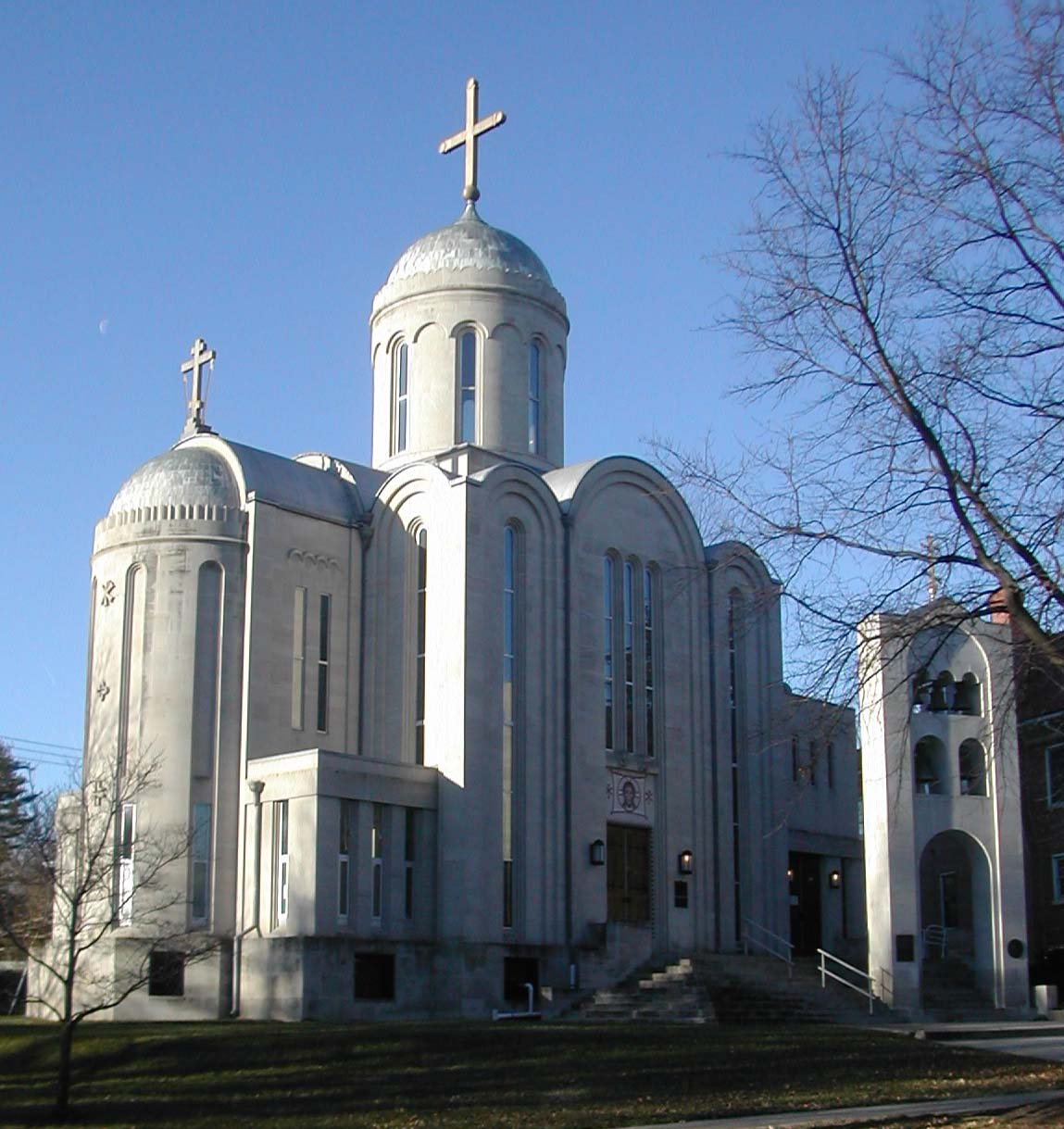
Catedral de São Nicolau em Washington, DC.

O Santo Sínodo dos Bispos é a autoridade canônica suprema na Igreja. Inclui, como membros votantes, todos os bispos diocesanos. O metropolita é o presidente ex officio do sínodo. Em caso de sua ausência, um presidente é eleito pelos bispos diocesanos presentes. A Igreja Ortodoxa na América possui atualmente 14 dioceses, sendo 3 delas étnicas.

### Dioceses
- Arquidiocese de Washington, DC;
- Arquidiocese do Canadá;
- Diocese do Alasca;
- Diocese da Pensilvânia Ocidental.
- Diocese da Pensilvânia Oriental;
- Diocese do México;
- Diocese do Centro-Oeste;
- Diocese da Nova Inglaterra;
- Diocese de Nova York e Nova Jersey;
- Diocese do Sul;
- Diocese do Oeste.

#### Diocese étnicas
- Arquidiocese albanesa;
- Diocese romena;
- Diocese búlgara.

### Bispos
- Ticônio (Mollard) - Arcebispo de Washington, metropolita de Toda a América e Canadá, lugar-tenente da Nova Inglaterra e da arquidiocese albanesa;[10]

Bispos diocesanos:
- Nataniel (Popp) - Arcebispo de Detroit e da diocese romena;
- Benjamin (Peterson) - Arcebispo de São Francisco e do Oeste;
- Marco (Maymon) - Arcebispo da Filadélfia e leste da Pensilvânia;
- Alejo (Pacheco y Vera) - Arcebispo da Cidade do México e México;
- Melquisedeque (Pleska) - Arcebispo de Pittsburgh e Pensilvânia Ocidental;
- Irineu (Rochon) - Arcebispo de Ottawa e da arquidiocese do Canadá;
- Miguel (Dahulich) - Arcebispo de Nova York e Nova York e Nova Jersey;
- Alexandre (Golitzin) - Arcebispo de Dallas, do Sul e da diocese búlgara;
- Daniel (Brum) - Bispo de Chicago e do Centro-Oeste;
- Aleixo (Trader) - Bispo de Sitka e Alasca.

Bispos auxiliares:
- André (Hoarște) - Bispo de Cleveland, auxiliar da diocese ortodoxa romena da América;
- Gerasimo (Eliel) - Bispo de Fort Worth, auxiliar da diocese do Sul.

## Primazes
- Lista de Primazes da Igreja Ortodoxa na América

## No Brasil
A Paróquia Santa Mártir Zinaida, no Rio de Janeiro, se retirou da Igreja Ortodoxa Russa no Exterior e foi recebida pela Igreja Ortodoxa na América em 1976, em 1998 foi recebida no Patriarcado de Moscou, no qual hoje se encontra.